# Kopenhagener Rathaus
Das Kopenhagener Rathaus ist der Sitz des Kopenhagener Stadtrats und des Oberbürgermeisters von Kopenhagen. Das Bauwerk liegt am Rådhuspladsen und wurde von 1893 bis 1905 nach Entwürfen von Martin Nyrop im nationalromantischen Stil  errichtet. Der Turm prägt die Stadtsilhouette und ist mit seiner Höhe von knapp 106 Metern nur geringfügig kleiner als der von Schloss Christiansborg. Über dem Haupteingang der mit neogotischen und neoromanischen Elementen versehenen Ziegelsteinfassade ist eine vergoldete Skulptur des Stadtgründers Bischof Absalon von Lund angebracht.

## Gebäude
Das Rathaus steht frei, die Hauptfassade ist auf den Rathausplatz ausgerichtet. Das Gebäude wird an beiden Längsseiten von breiten Straßen begrenzt, dem H.C. Andersens Boulevard im Südwesten und Vester Voldgade im Nordosten. Die Rückseite des Rathauses blickt auf einen Platz, Bag Rådhuset, gegenüber der Hauptfeuerwache von Kopenhagen. Vor dem Rathaus wird als Auftakt zum großen Gebäudekomplex ein Teil des Rathausplatzes mit einer höheren Rampe einbezogen. Entlang der Südwestfassade des Rathauses gibt es außerdem eine schmale Grünfläche mit Blumenbeeten.
Das Rathaus hat einen rechteckigen Grundriss. Im Allgemeinen handelt es sich um eine vierflügelige Anlage, die durch einen Querflügel verbunden ist, so dass in der Mitte des Gebäudekomplexes zwei Höfe liegen. Der eine ist ein großer glasüberdachter Innenhof, die rådhushallen, der andere ein begrünter Innenhof. Das Gebäude ist in drei Abschnitte mit unterschiedlichen Funktionen unterteilt. Das Vordergebäude, bestehend aus einem Hauptflügel zum Rathausplatz und zwei Seitenflügeln der eine Reihe repräsentativer Säle enthält darunter einen großen Bankettsaal sowie mehrere Büros des Bürgermeisteramtes. Den mittleren Teil der Anlage bildet der Quertrakt, der zwischen den beiden Haupttreppenhäusern an jedem Ende des Flügels den wichtigsten Raum der Stadtverwaltung, den Stadtratsaal beinhaltet. Der Stadtratsaal ist über dem Stadtarchiv und dem Trausaal angeordnet. In den Außenfassaden wird der Querflügel durch einen hohen Turm, den Rathausturm, im Nordosten und einen leicht verlängerten Giebel im Südwesten markiert. Das Rückgebäude enthält Büros für mehrere Verwaltungen der Gemeinde. Es besteht aus drei Teilen: ein breiter Mittelflügel gegenüber der Feuerwache mit einer darüberliegenden Wandelhalle, dem sogenannten lysgangen, in der Mitte und zwei schmaleren Seitenflügeln mit fünfzehn Fensterfeldern, die von außen etwas niedriger und weniger verziert wirken als das Vorder- und Mittelgebäude.

## Baugeschichte
Der Vorgängerbau des heutigen Rathauses befindet sich in Nytorv und wurde 1815 von Christian Frederik Hansen in klassizistischer Formensprache erbaut.
1885 beschloss die Stadtregierung, ein neues Rathaus zu bauen, um das Rathaus und das Gerichtsgebäude am Nytorv zu ersetzen, die zu klein geworden waren, da sich die Einwohnerzahl der Stadt in der zweiten Hälfte des 19. Jahrhunderts mehr als verdoppelte. Gleichzeitig hatten sich die Stadtpolitiker dafür entschieden, mehr öffentliche Angelegenheiten durch das Rathaus verwalten zu lassen, wodurch sich die Zahl der kommunalen Aufgaben erhöhte. Auch die Steuereinnahmen stiegen und damit die Grundlage für die Finanzierung eines neuen Rathauses. Im Jahr 1887 wurde beschlossen, das neue Rathaus auf der ehemaligen Stadtbefestigung zu errichten, auf einem Grundstück an der Vesterbro Passage und Strøget.  Ein zweistufiger Architekturwettbewerb wurde ausgelobt. Im Wettbewerbsprogramm wurden eine Reihe von Anforderungen an das neue Rathaus gestellt. Es sollte unter anderem wird in schlichtem Mauerwerk errichtet und einen Saal für die Bürgervertretung, einen für den Magistrat, einen Bankettsaal, eine großzügige Vorhalle und einen überdachten Innenhof mit Glasdach sowie Büros für die Gemeindeverwaltung enthalten. 1892 wurde nach Meinungsverschiedenheiten beschlossen, Martin Nyrop zum Architekten des Rathauses zu ernennen. Der Grundstein wurde 1894 gelegt. Dann folgte ein langwieriger Prozess der Fertigstellung des Rathauses. Der Wunsch bestand darin, mit den besten Handwerkern und Materialien, ebenso wie mit zahlreichen Künstler, ein prachtvolles Rathaus zu schaffen. Im Jahr 1905 konnte schließlich die Einweihung erfolgen. Das Ergebnis beeindruckte die Zeitgenossen, aber es war auch ein teures Rathaus geworden, dessen Budget sich auf die für damalige Verhältnisse beachtliche Summe von 6,8 Millionen Kronen mehr als verdoppelte.
Im Jahr 1981 wurde das Rathaus vom dänischen Kulturministerium unter Denkmalschutz gestellt.

## Trivia
Das Kopenhagener Rathaus serviert bei Empfängen und Festlichkeiten die sogenannten Rathauspfannkuchen. Die Süßspeise wird von den Köchen des Rathauses zubereitet, das Rezept ist seit der mutmaßlichen Erfindung in den 1930er Jahren geheim.

## Galerie

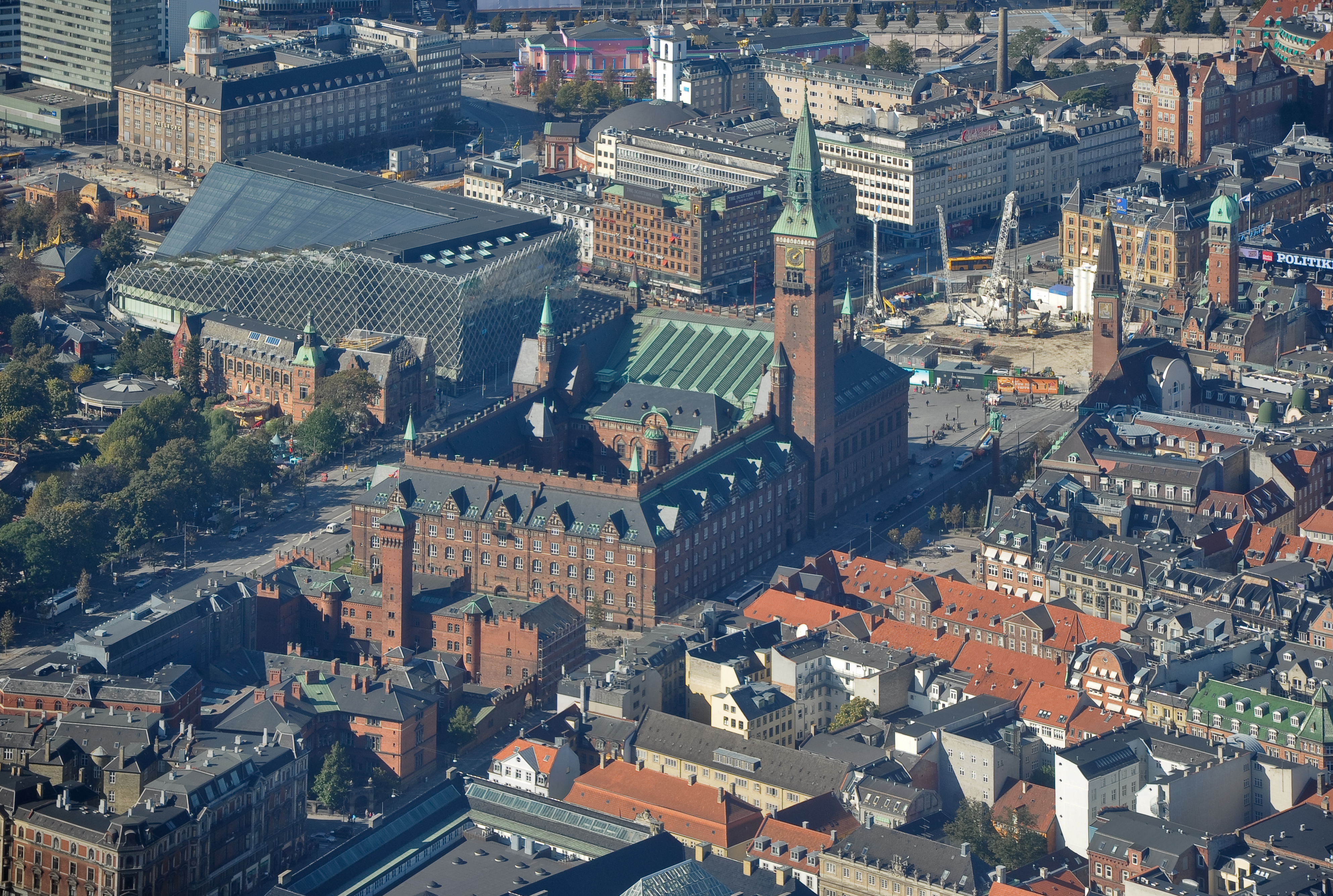
Luftaufnahme
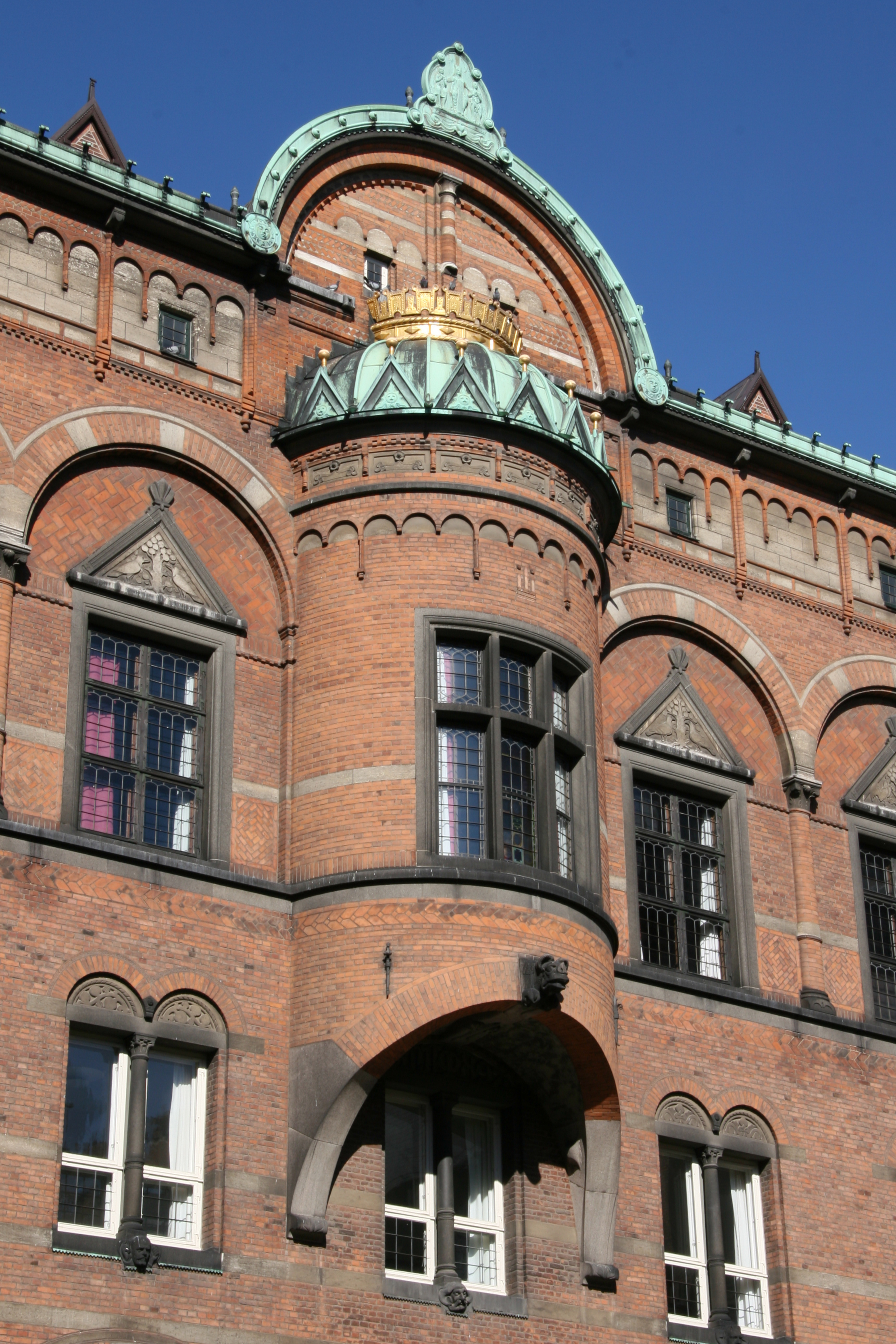
Fassadendetail
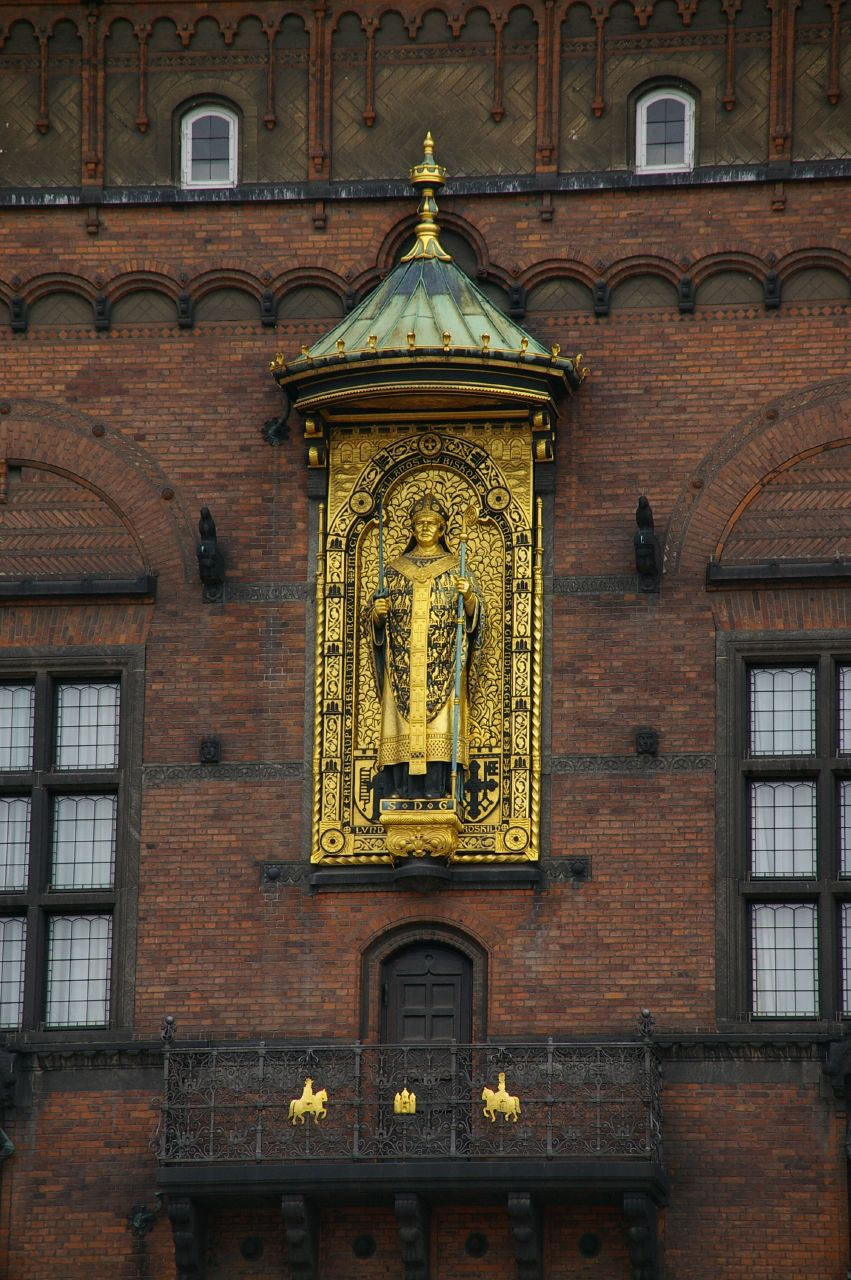
Reliefskulptur von Absalon von Lund
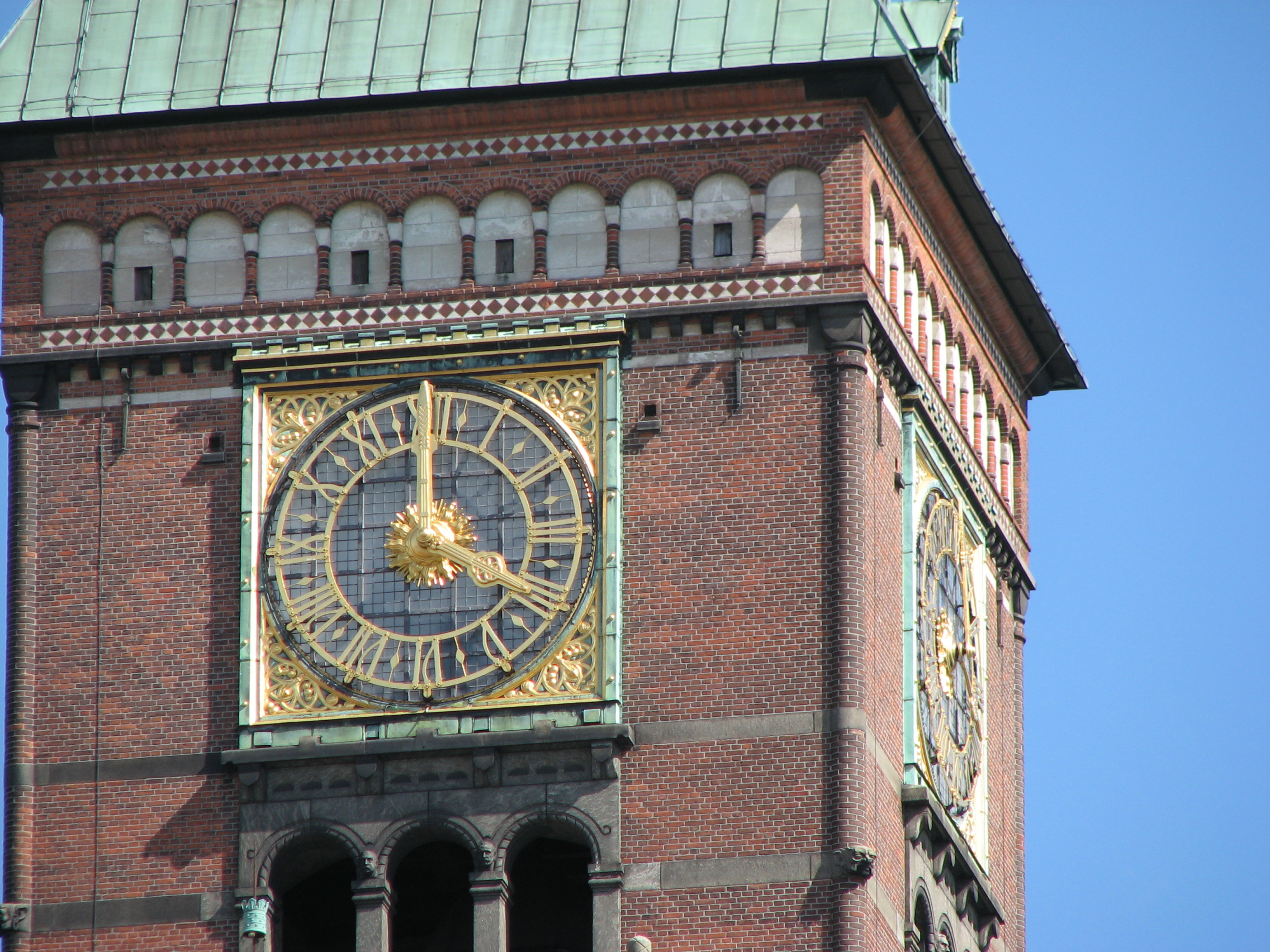
Uhr am Rathausturm
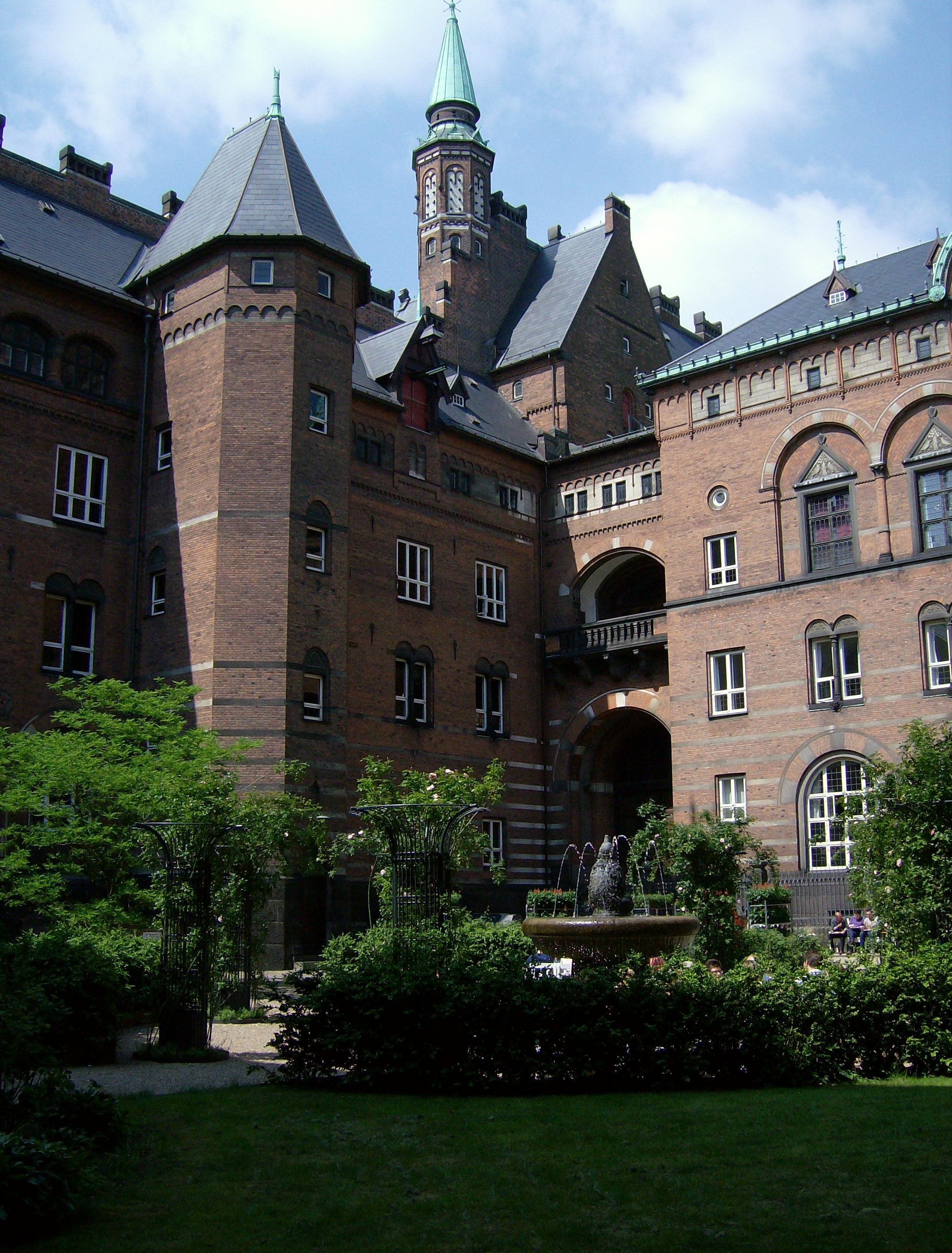
Begrünter Innenhof
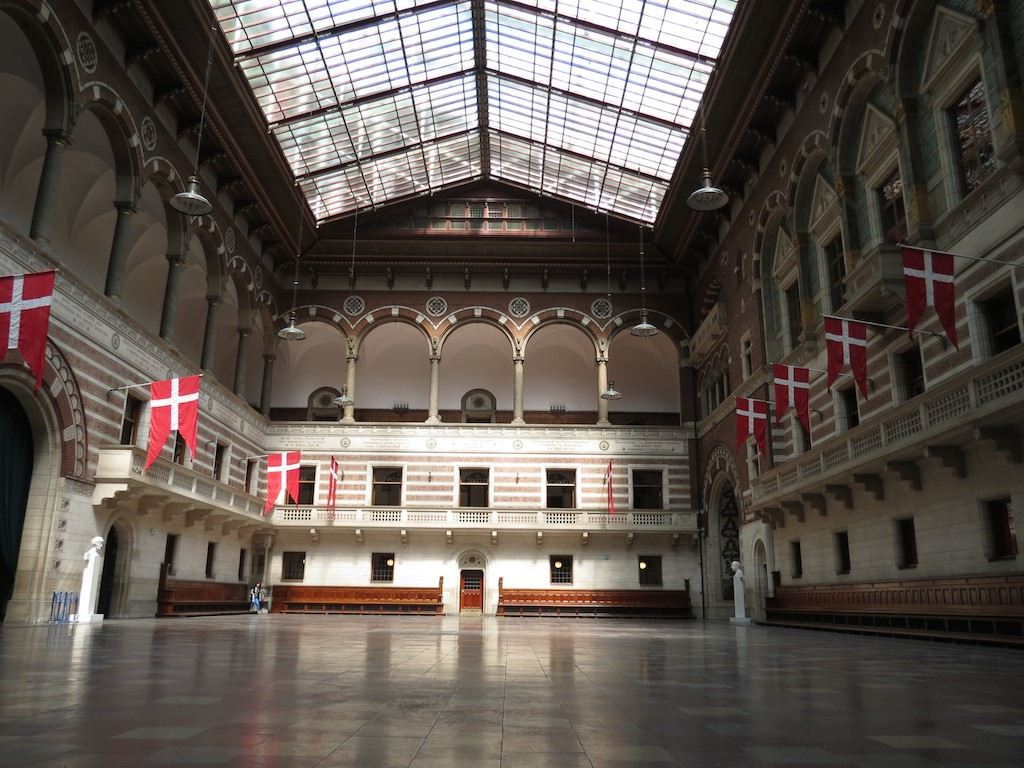
Atrium